# Ångermanland

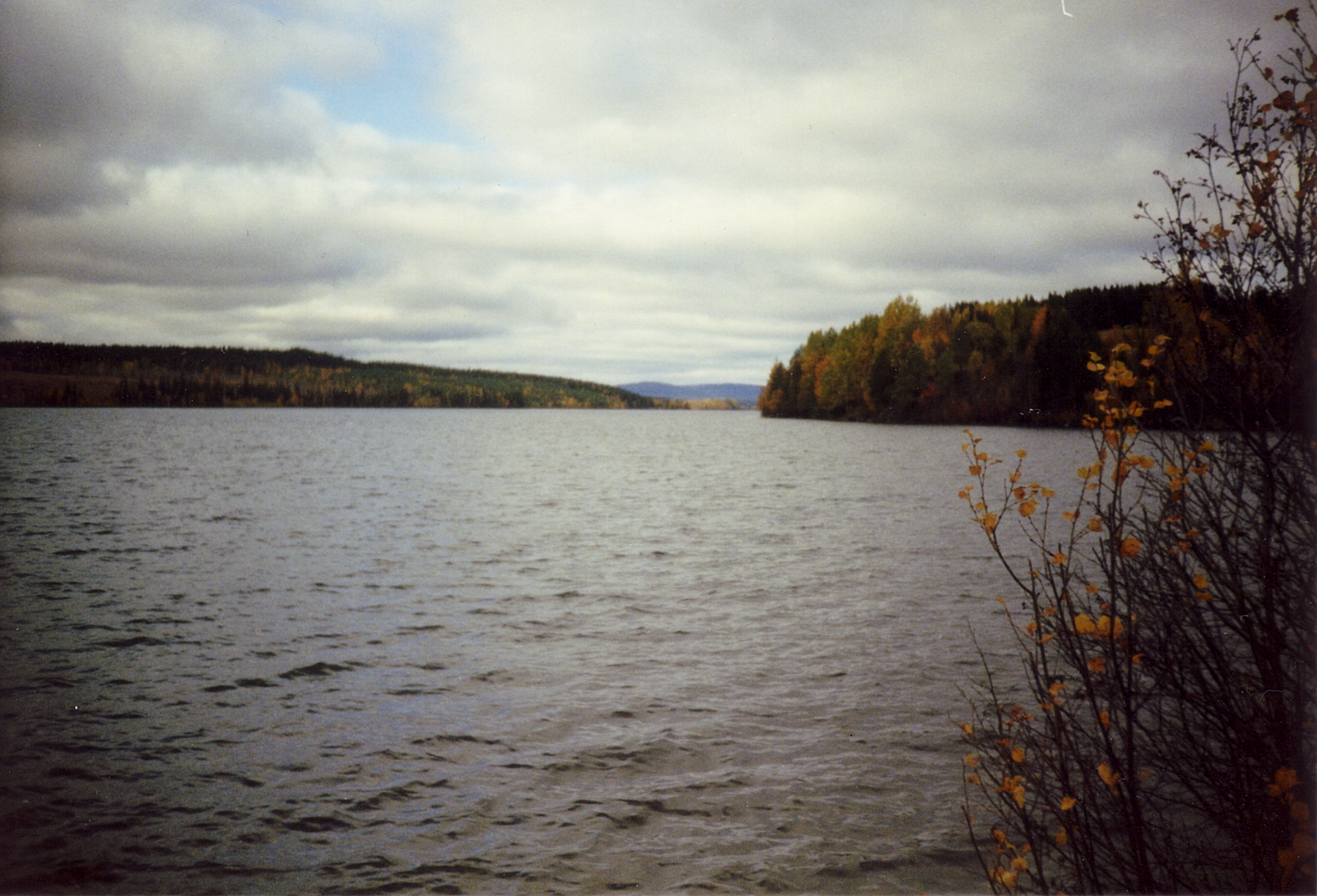
O lago Tåsjön

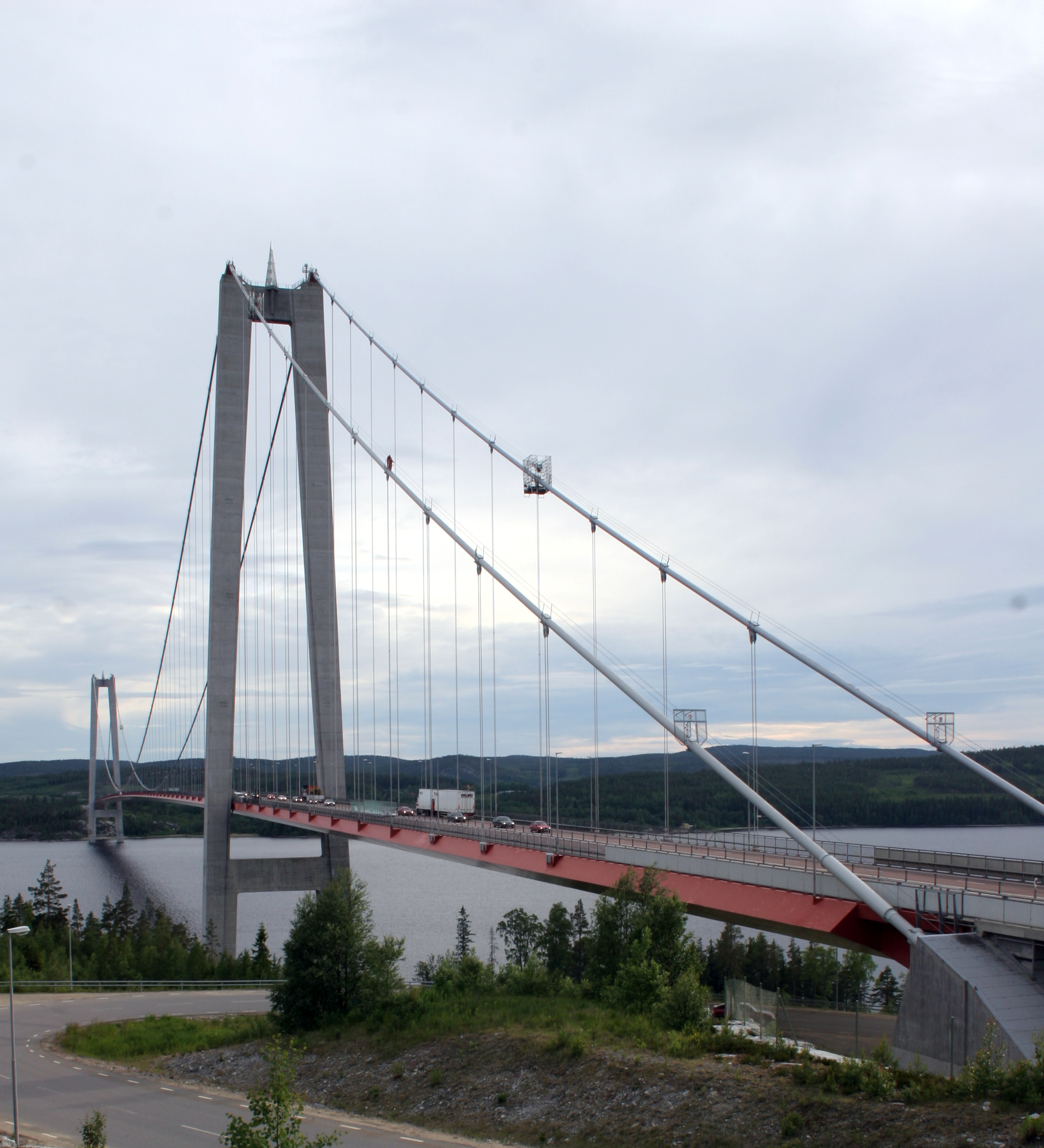
A ponte de Höga kusten

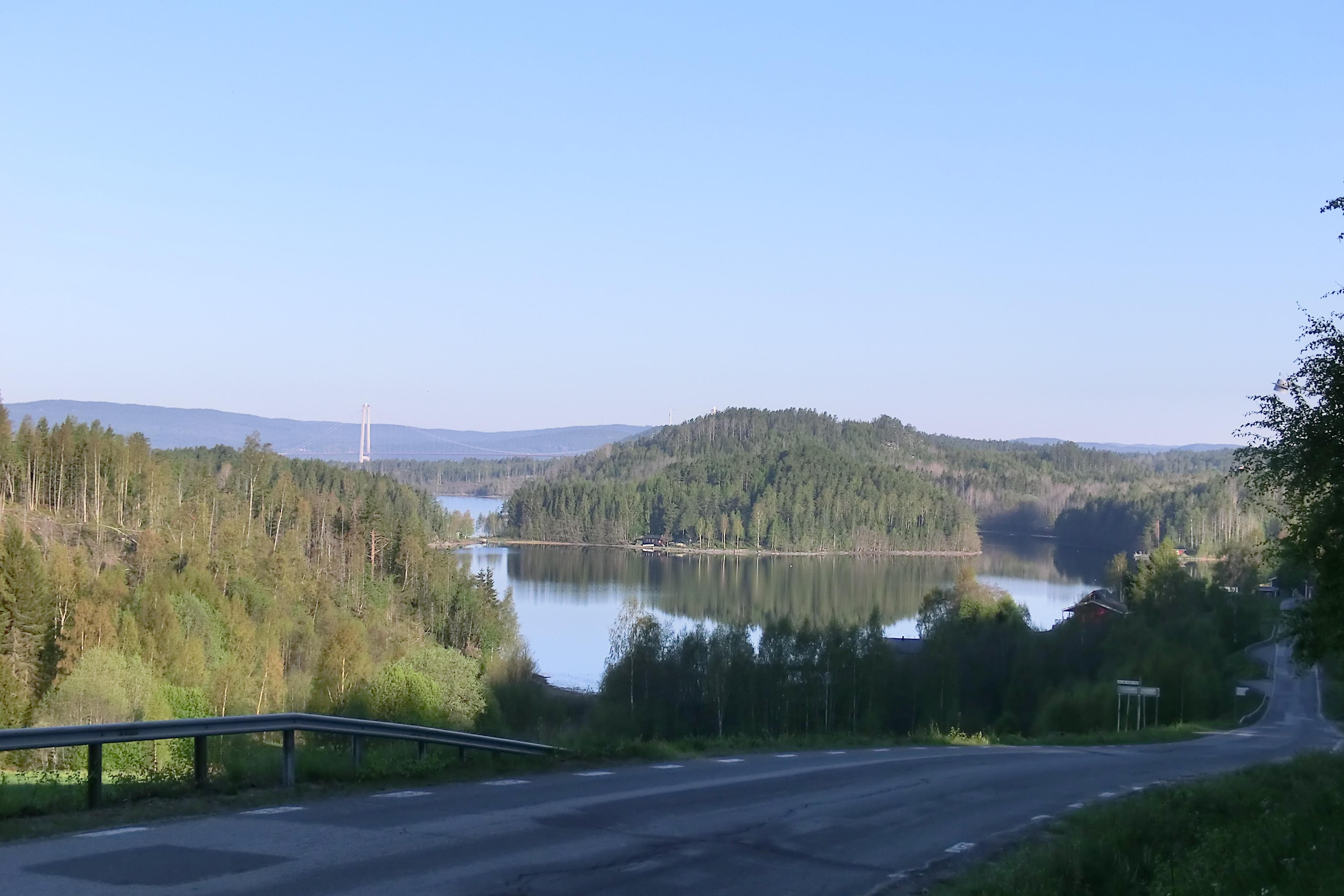
A Costa Alta

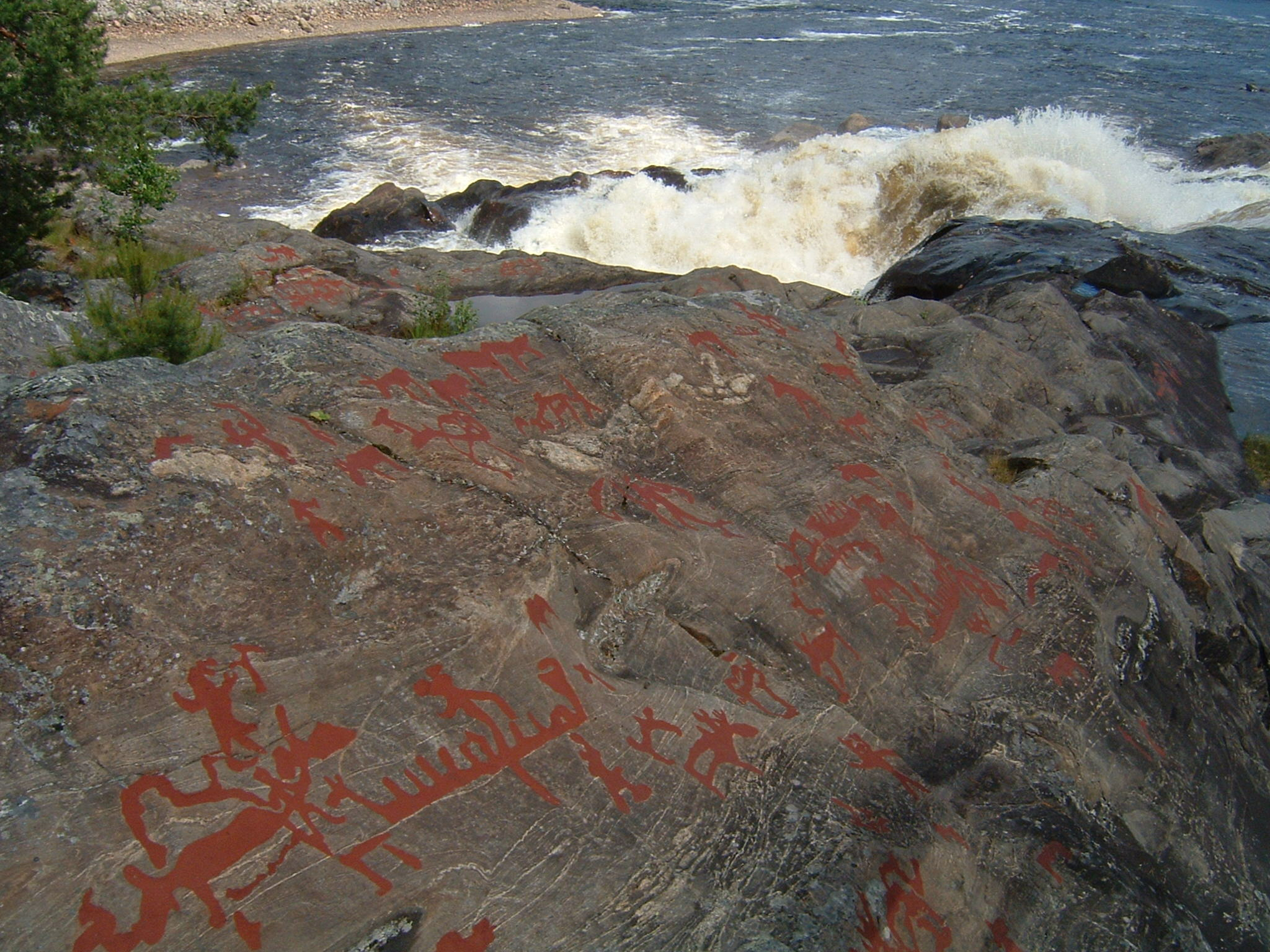
Gravuras rupestres de Nämforsen

Ångermanland ( PRONÚNCIA), raramente Angermanlanda ou Angermânia (em latim: Angermannia), é uma província histórica da Suécia, localizada no Norte do país, junto ao Mar de Bótnia.

Ocupa 4,8% da superfície total do país e tem uma população de 128 293 (2023).
Com a forma de triângulo, tem um relevo montanhoso e está coberta de florestas de coníferas. Apresenta uma costa elevada, marcada por ilhas e penínsulas igualmente elevadas.

Como província histórica, a Ångermanland não possui funções administrativas, nem significado político, mas está diariamente presente nos mais variados contextos, como por exemplo em Ångermanlands tingsrätt (tribunal regional),  Hertig av Ångermanland (duque da Ångermanland) e Ångermanlands Friidrottsförbund (federação de atletismo da região).

## Etimologia e uso
O nome geográfico Ångermanland deriva de Angermanna land em sueco antigo, uma palavra composta por anger (baía, enseada ou fiorde, em alusão à foz do rio Ångermanälven), man (homem) e land (terra), significando literalmente "terra dos homens da desembocadura do rio Ångermanälven".
As primeiras menções a esta província aparecem em textos em latim dos séculos XII e XIII, como Angaria, Angariuam e Angermannaland.

Em textos em português costuma ser usada a forma original Ångermanland, ocasionalmente transliterada para Angermanland por adaptação tipográfica.

| “ | ... na fronteira entre os municípios de Härnösand e Kramfors, na província de Ångermanland no norte da Suécia. | ” |

## Condados atuais
A província histórica de Ångermanland está atualmente repartida por 3 condados –  Västernorrland,  Västerbotten e uma pequena fração na Jämtland. 

A província da Ångermanland
O Condado da Västernorrland
O Condado da Jämtland
O Condado de Västerbotten

## Geografia
Encaixada entre as províncias históricas de Medelpad, Jämtland, Lapónia e Västerbotten, e o Mar Báltico, a Ångermanland tem a forma de um triângulo acidentado, coberto de florestas e recheada de lagos e rios.
A sua costa está repleta de numerosas baías e ilhas altas, havendo no sudeste uma paisagem costeira caracterizada por elevações e altos rochedos, designada como a Costa Alta (Höga kusten). No seu arquipélago costeiro, a ilha de Mjältön impressiona com os seus 236 metros de altura.
O seu maior rio é o Angerman, proveniente das montanhas da Lapónia, e o seu maior lago é o Tåsjön, com 40 km de comprimento.
A montanha mais alta é Tåsjöberget com 635 metros.

A sua maior cidade é Örnsköldsvik e o seu centro administrativo está em Härnösand. Outras cidades importantes são Kramfors e Sollefteå.
| - Limites: Norte – Lapónia e Västerbotten, Leste – Mar Báltico, Sul - Medelpad, Oeste – Jämtland - Condados: Norlândia Ocidental, Jämtland, Västerbotten - Montanhas: Tåsjöberget (635 m) e Skuleberget (285 m) - Rios: Ångermanälven - Lagos: Tåsjön - Ilhas: Mjältön, Hemsö, Ulvöarna - Cidades: Härnösand, Örnsköldsvik, Sollefteå, Kramfors |

### Cidades
Atualizado a 20 de setembro de 2024

Härnösand é a cidade mais antiga da província, desde 1585.

| - Örnsköldsvik (33 348) - Härnösand (18 508) - Sollefteå (8 527) - Kramfors (6 881) |

### Municípios
A Ångermanland compreende 4 comunas:
| # | Comuna       | População |
| - | ------------ | --------- |
| 1 | Örnsköldsvik | 54 930    |
| 2 | Härnösand    | 24 541    |
| 3 | Sollefteå    | 19 964    |
| 4 | Kramfors     | 18 742    |

## Comunicações
A província da Ångermanland é atravessada de norte a sul pela estrada europeia E4, seguindo a orla costeira desde Västerbotten até Medelpad, e passando pelas cidades de Nordmaling, Örnsköldsvik, e Härnösand.

- Estradas europeias: E4
- Estradas nacionais: Estrada nacional 90
- Linhas ferroviárias: Linha de Bótnia (Nyland-Örnsköldsvik-Nordmaling-Umeå)
- Aeroportos: Örnsköldsvik, Kramfors (Höga Kusten Airport)

## Património histórico, cultural e turístico
- Costa Alta e Arquipélago de Kvarken (Höga kusten/Kvarken) - Patrimônio Mundial da UNESCO
- Ponte de Höga kusten (Högakustenbro)
- Gravuras rupestres de Nämforsen (2 600 figuras)

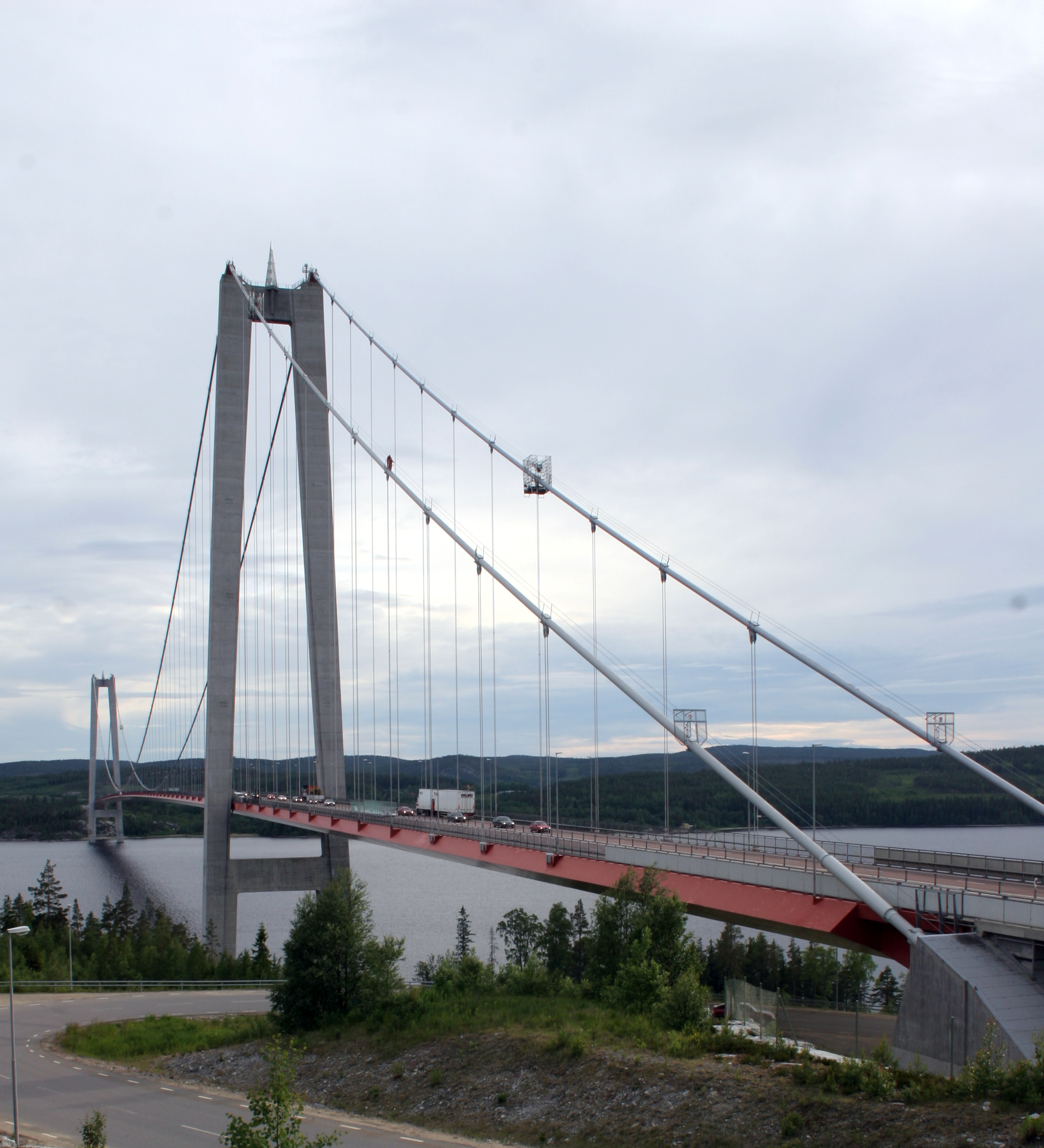
A Ponte da Costa Alta
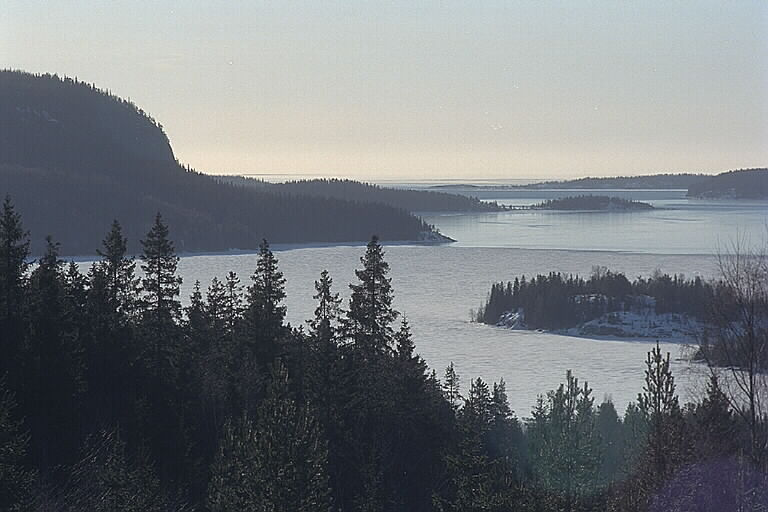
O fiorde de Gavik
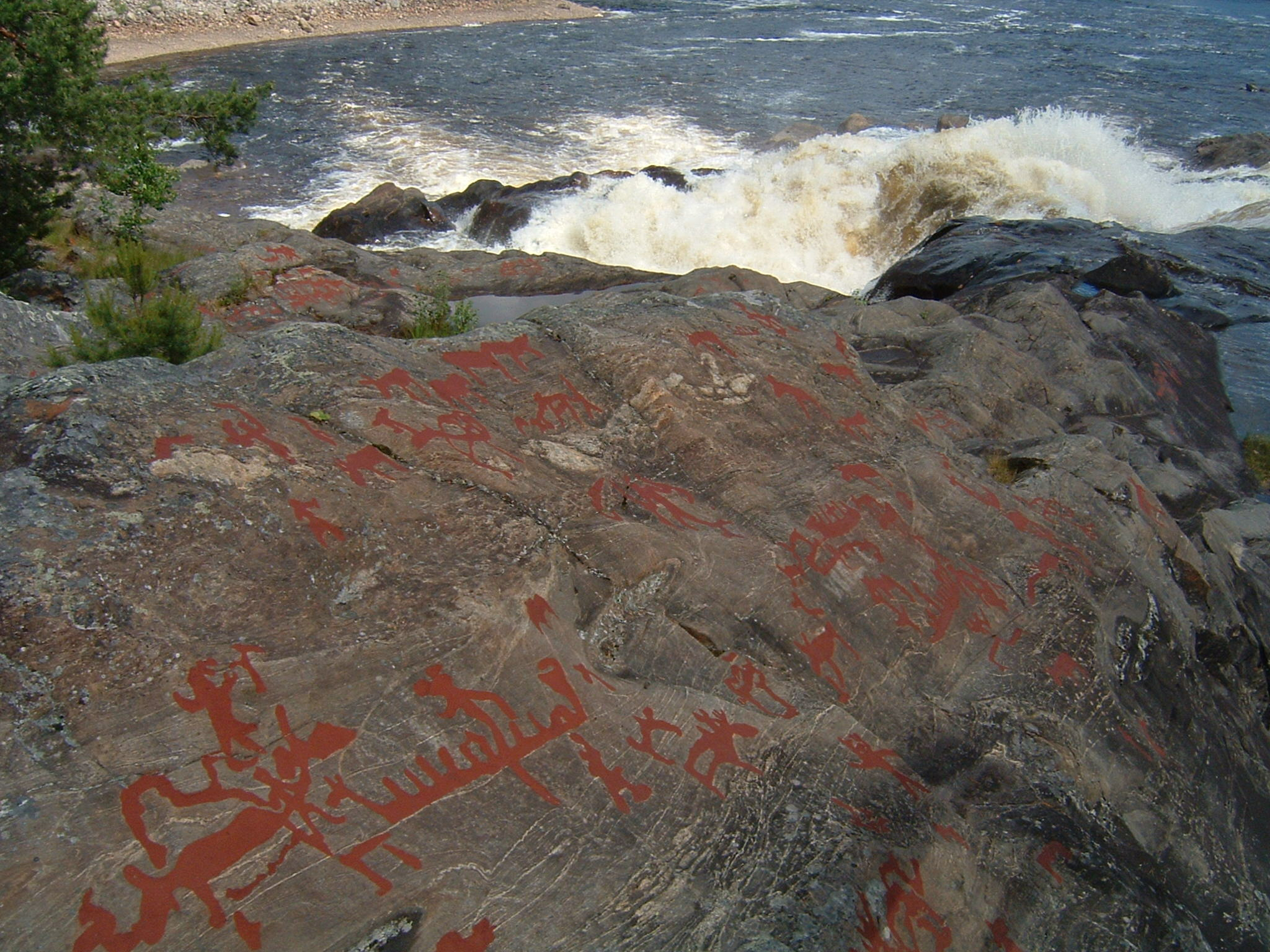
As gravuras rupestres de Nämforsen